# Esteban Sánchez
Pour les articles homonymes, voir Sánchez.
Esteban Sánchez Herrero (né à Orellana la Vieja, province de Badajoz, le 26 avril 1934 — et mort dans la même ville, le 3 février 1997) est un pianiste et compositeur espagnol de renommée internationale, qui a laissé des enregistrements incontournables dans le répertoire de la musique espagnole pour piano.

## Biographie
Enfant, Esteban a étudié avec son grand-oncle Joaquín Sánchez Ruiz, prêtre, organiste et maître de chapelle à la cathédrale de Plasencia. En 1945, il entre au Conservatoire Royal de Madrid. Il y termine ses études de piano avec Julia Parody Abad. Il poursuit sa formation à Paris chez Alfred Cortot à l'École Normale de Musique puis à l'Académie de Sainte-Cécile de Rome, avec Carlo Zecchi. 
Il donne son premier concert le 3 décembre 1954 à Madrid avec l'Orchestre National. Il fut l'un des pianistes européens les plus importants du milieu des années 1950 à la décennie 80.
Il reçoit des prix nationaux à Madrid en 1948, puis le prix Eduardo Aunós en 1949. En 1950, il est primé au concours Peter Masaveu, ex-aequo avec Joaquín Achúcarro.
Dès 1951, il participe aux prix internationaux : Marguerite Long à Paris, puis Ferruccio Busoni à Bolzano en 1953, Alfredo Casella à Naples et de virtuosité à l'Académie romaine de Santa Cecilia en 1956. En 1954, il reçoit la Médaille Dinu Lipatti de la Fondation Harriet Cohen de Londres.
La même année, âgé de 20 ans, il enregistre son premier disque Turina pour Capitol. Entre 1968 et 1974, il a fait une série de disques enregistrés à Barcelone et produit par Antonio Armet. Se succèdent des programmes Beethoven, Fauré, Albeniz, Turina et, en 1976, un album Manuel de Falla à Abbey Road Studios à Londres. Ces enregistrements ont été publiés par le label espagnol Ensayo et les enregistrements Albéniz sont réédités chez Brilliant Classics. 
Sánchez reste peu connu hors d'Espagne, bien qu'Alfred Cortot l'appelât volontiers « un génie musical » ; et Daniel Barenboim s'en étonne : « Comment est-ce possible ? Comment l'Espagne peut-elle cacher un artiste de cette classe ? »
Ses actes étaient portés par un total dévouement à son art ; personnel d'abord, technique et musical ensuite à dessein d'émouvoir son public. Ses ressources techniques étaient vastes et puissantes avec une naturelle prise des risques et des résultats magistraux. Non sans critique d'ailleurs, ou perplexité par rapport aux standards établis. Comme on le lit dans la presse : « Toute la controverse qui pourrait surgir autour de son nom, c'est la contradiction qui est toujours donnée avec la figure du génie, à laquelle nul ne peut rester indifférent (M.C. Hernández -Sevilla, 3 mars 1971) »
Son interprétation d'Iberia d'Albéniz est une référence pour de nombreux pianistes. Daniel Barenboim voulant enregistrer Iberia, a écouté la version de Esteban Sánchez, et prétend qu'il a laissé peu à dire de plus… « Le piano balance toujours entre l'émotion et l'instant », ajoute Luis Gago.
En 1978, il enseigne au Conservatoire de Badajoz puis plus tard au Conservatoire de Mérida dont il devient directeur, abandonnant peu à peu son activité de concertiste.
Parmi les nombreuses distinctions honorifiques soulignons celles, en 1954, de Maître Honoris Causa par l' Accademia degli Artisti e Professionisti Mondiale di Roma et celle de la Real Academia de Extremadura de las Letras y las Artes en 1986.
En 1997, il a reçu, à titre posthume, la médaille de l'Extremadura.
Il existe un Festival Esteban Sánchez et un Concours International de piano Esteban Sánchez.

## Compositions
Toutes les œuvres sont pour piano seul.
première collection
- Otras piezas : rutas de Extremadura -- Sin denominación original

1. Preludio (Orellana)
2. Reflexión (El Palancar)
3. Cogitación (Alcántara)
4. Villancico (Madrigalejo)
5. Balada de la Serena (Castuera)
6. Arcos, calles y templos (Mérida)
7. Semblanza (Badajoz)
8. En las Villuercas (Guadalupe)
9. Por los campos de la Vera (Yuste)
10. Leyenda medieval (Cáceres)
11. Introducción y jota (Plasencia)
12. La canción del Guadiana (Medellín)
13. En el lugar del Baylío (Jeréz de los Caballeros)
14. Recuerdos de una ermita (Orellana), tema con variaciones [13] y coda.

seconde collection
- Caminos del Sur 8 pièces

1. Una brisa (Málaga)
2. Soneto a F. García Lorca (Granada)
3. En el paseo de la Isla (Plasencia)
4. A lo lejos… Tentudía (Badajoz)
5. Canción - nocturno (Guadalupe)
6. Desde Sierra Nevada a Lusitania (Granada, Mérida)
7. Atardecer en Sevilla (Andalucía)
8. Amanecer en Arucas (Gran Canaria)

troisième collection
- Tres meditaciones sobre textos de San Juan de la Cruz

1. Tranquillo Assai
2. Moderato Assai
3. Quasi Lento

quatrième collection
- Tres piezas sin titulo original

1. Pièce en do majeur
2. Pièce en si majeur
3. Pièce en la-bémol majeur.

cinquième collection
- Tres piezas sin titulo original

1. Pièce en fa majeur
2. Pièce en si majeur
3. Pièce en do majeur.

sixième collection
- Obras sueltas

1. Pièce (Preludio) en fa sostenido mineur
2. La cajita de Paulita (oct. 1992) Mérida
3. Jaizkibel
4. Pièce en do majeur
5. Valse en mi-bémol majeur.

septième collection
- Villancicos

1. Hoy portal, cruz mañana
2. Durmiendo a Jesusito
3. Nació un sol
4. Noche de nieve
5. Paz en la tierra
6. Duérmete ya
7. Timepos atrás
8. Está dormidito
9. Pan celestial
10. Cerca está el lugar
11. Mensaje de paz
12. Platerito
13. Andar, andar
14. La Virgen y su maresita
15. La Mancha canta
16. Huída a Egipto
17. Ande mi burrina
18. Pastores de Extremadura
19. En lah majáh
20. La Extremadura canta

huitième collection
- (a) Octova coleccion - (b) Œuvres vocales - (c) Divers.

1. (a) Œuvre en do majeur
2. (b) Himno para la Real Academia de las Artes y las Letras de Extrtemadura, poème de Manuel Pacheco.
3. Himno a Mérida
4. Página sin titulo para voz (o posible instrumento solista) et piano.
5. (c) Transcripción con acompañamiento de piano del "Himno de Extremadura", musique de Miguel del Barco. Partie de piano de Esteban Sánchez acompañando melodía anteriormente compuesta para violoncello solo por José Ramón Serrano.
6. Borradores previos y apuntes a obras variadas, incluidas algunas realizaciones generalmente cortas, de ejercicios y temas de armonía, melodías de folklore o fragmentos sueltos en su mayor parte incompletos.

## Discographie
- Isaac Albéniz, Suite Iberia : I. Evocación, El Puerto, Corpus Christi en Sevilla, II. Rondeña, Almería, Triana, III. El Albaicín, El Polo, Lavapiés, IV. Málaga, Jerez, Eritaña, Esteban Sánchez (1968-69 - Ensayo ENY-CD-9712/1 - 2CD [1997])
- Isaac Albéniz, España, Seis hojas de álbum op. 165 : Preludio, Tango, Malagueña, Serenata, Capricho catalán, Zortzico, Suite Española no 1 : Asturias, Córdoba, Cádiz, Granada, Castilla, Cuba, Mallorca, Sevilla, Esteban Sánchez (1968-69 - Ensayo ENY-CD-9731[3] [1997])
- Isaac Albéniz, Recuerdos de viaje, Esteban Sánchez (1973-74 - Ensayo ENY-CD-9740[4] [1997])
- Isaac Albéniz, España : Seis hojas de álbun, Navarra et La Vega, Esteban Sánchez (1968 - LP Ensayo ENY-6)
- Ludwig van Beethoven, Bagatelles pour piano op. 33, 119, 126, 2 Bagatelles WoO 52, WoO 56 (1797), Bagatelle en la mineur « Für Elise », WoO 59, Esteban Sánchez (1970 - Ensayo ENY-CD-9730 [1997] / The Musical Heritage Society, New York MHS 1246/7)
- Ludwig van Beethoven, Concerto pour piano et orchestre no 4 op. 58, Rondos op. 51 no 1 et no 2, Rondo a capriccio « Le groschen perdu » en sol majeur, op. 129, Rondo WoO 49, Esteban Sánchez (piano), Orquestra Ciutat de Barcelona, Dir. Antoni Ros-Marbà (1970 - Ensayo ENY-CD-9743 [p. 2003])
- Manuel de Falla, Musique pour piano : Serenata andaluza, Nocturno, Vals capricho, Canción, Cuatro piezas españolas, Canto de los bateleros del Volga, Fantasía Bética, Pour le tombeau de Paul Dukas, Esteban Sánchez (1976, LP Ensayo ENY 808 / Ensayo ENY-CD-9735 [1999])[5]
- Gabriel Fauré, Musique pour piano : Impromptu op. 25, Barcarolle op. 26, Impromptu op. 31, Nocturne op. 33 no 1, Impromptu op. 34, Valse-caprice op. 38, Barcarolle op. 42, Nocturne op. 63, Esteban Sánchez (1972, Ensayo ENY-CD-9738 [1997])
- Sergueï Rachmaninov, Concerto pour piano no 2 op. 18, Moussorsky et Granados, El Pelele - , Esteban Sánchez (piano), O. de la radio danoise, Dir. Piero Gamba (Copenhague, 1966 - LP Symphonicum Europae Productions, Monte-Carlo H.F. SE 16016)
- Escenas de infancia : Robert Schumann, Scènes d'enfants op. 15 & Piotr Ilitch Tchaïkovski, Album pour enfants op. 39 & Felix Mendelssohn Pièces enfantines op. 72, Esteban Sánchez (c. 1970 - LP Ensayo ENY-29)
- Joaquín Turina, Sevilla, Suite pintoresca op. 2 : Bajo los naranjos, Jueves Santo a medianoche, En la Feria, Rincones sevillanos op. 5 : Tarde de verano en la terraza, Ronda de niños, Danza de "seises" en la Catedral, A los toros, Mujeres de Sevilla op. 89 : La alfarera de Triana, La mocita del barrio, La Macarena de garbo, La cigarrera traviesa, Mantillas y peinetas (1973 - ENY-CD-9720 [1997])
- Joaquín Turina, Cuentos de España, Première série, opus 20 : Ante la Torre del Clavero (Salamanca), Una vieja iglesia (Logroño), Miramar (Valencia), En los jardines de Murcia, El camino de la Alhambra (Granada), La Caleta (Málaga), Rompeolas (Barcelona), Seconde série, opus 47 : Córdoba en fiesta, Canciones en la noche, Cantos moriscos, Los bebedores de manzanilla, Paseo, La Mezquita (Córdoba), Torneo caballeresco (1958, LP Regal 33-LCX-134)
- Joaquín Turina, Mujeres españolas op. 17 : La madrileña clásica, La andaluza sentimental, La morena coqueta, Esteban Sánchez, piano. Les autres œuvres de Joaquín Turina sont interprétées par Victoria de los Ángeles, Conchita Supervía, Joaquín Turina, Andrés Segovia, Narciso Yepes, José Cubiles, Ataúlfo Argenta, Enrique F. Arbós, Eduard Toldrà, Moura Lympany, Antal Doráti et Walter Susskind (LP Regal 33LC 1015 / CD Almaviva DS0128 [1999])
- Joaquín Turina, Navidad en dos cuadros, Esteban Sánchez (1969 - LP Ensayo ENY-N-3000)
- Joaquín Turina, Impressions of Spain, Esteban Sánchez (1954 - LP Capitol Records P18039)

Autres références et archives
- Œuvres de Franz Schubert Sonate pour piano no 16, D.845, Ernesto Halffter Rapsodia portuguesa et Franz Liszt Totentanz. Orchestre symphonique de la RTVE, Dir. Enrique García Asensio (Bilbao, 1974, Madrid, 1975 & 1966 - Grandes pianistas españoles vol. 2, Esteban Sánchez CD Archives de la radio nationale d'Espagne (Radio Nacional de España ou RNE)/RTVE música SGAE 65191 [p. 2003])
- Granada 92 : Cadencias de una ciudad, Œuvres d'Isaac Albéniz, Música per a piano, Maurice Ravel : Jeux d'eau, Claude Debussy : Estampes, Soirée dans Grenade, Manuel de Falla : Piezas españolas (Andaluza), Serenata andaluza, Ramón Coll, Congreso Nacional de la Societad Española de Neumología y Cirugía Torácica (25e : Granada) (1992 - Ensayo - ENY-GR-301)
- Johannes Brahms, Vier ernste Gesänge op. 121 : Denn es gehet dem Menschen wie dem Vieh, Ich wandte mich, und sahe an, O Tod, wie bitter bist du, Wenn ich mit Menschen und mit Engelszungen - Gisela Ohrt (soprano) et Esteban Sánchez (piano) (Athénée, Madrid 1971, Enregistrement de la RNE)
- La maison de disques barcelonaise Ensayo, possède des enregistrements inédits ou non réédités.

### Autres compilations
- Conciertos para jóvenes. Fundación Juan March. Œuvres de Beethoven, Chopin, Liszt, Schumann et Brahms, interprétées par Esteban Sánchez, Cristina Bruno, Joaquín Soriano, Manuel Carra et Pedro Espinosa (LP Hispavox, Madrid 1976) Sélection de cinq récitals dont l'attribution des pièces reste problématique, mais Mohirei propose pour Sánchez, Beethoven : trois Bagatelles et Chopin : Polonaise no 14 en sol dièse mineur.
- Miguel del Barco, Himno oficial de Extremadura - Asamblea de Extremadura. Parties I et II : textes de José Rodríguez Fanfare de l'infanterie et de la marine de Madrid, Orphéon Cacereño et Chœur du conservatoire de Badajoz, Mercedes Padilla (chef de chœurs). Partie III : Suite Extremeña joué par le Quintette à vents du conservatoire de Madrid. Partie IV : Variaciones sobre un tema extremeño pour piano, interprété par Esteban Sánchez (LP Mérida, 1980)
- Piano/Pianísimo. Œuvres de Liszt, Debussy, Satie, Albéniz et Rachmaninov, par Jorge Bolet, Ramón Coll, Lawrence Alix et Esteban Sánchez (LP Ensayo ENY-206, 1982)
- Integral piano y plectro Ludwig van Beethoven : Sonatine en do majeur, Adagio en mi bémol majeur, Thème et variations, Sonatine en do mineur, Jean-Philippe Rameau : Gavotte, François Francœur : Sicilienne et Rigaudon, Armin Kaufmann : Mitoka Dragomirna. Pedro Chamorro-bandurria et Esteban Sánchez piano (LP Saga, Madrid 1986)
- Esteban Sánchez, Música en la Academia. Himno de la Academia de Extremadura y Caminos del Sur. Jaime de Jaraíz y coros de Plasencia. Texte Manuel Pacheco (Académie royale des arts et des lettres d'Estrémadure CD Trujillo 1993)
- Joaquín Turina, Grabaciones Históricas, divers interprètes (Almavila, Sevilla 1999)
- Ángel Barrios, Obras para piano, Canciones - Grabaciones Históricas. Esteban Sánchez, Miguel Laiz et Fernando Turina (piano), María José Montiel (soprano) (Almaviva Centro de documentación musical de Andalucía, Sevilla 1998, DS-0124 [p. 1998]) Sánchez interprète : Volandero (Bulerías), Alcaicería (Farruca), En las cuevas del Darro, Guajiras, Suite "La Suerte" (Preludio, Soleá, Zapateado), Suite "Seguidilla Gitana" (Seguidillas del velatorio, Zacateque, En la romeria del rocio).

### Concert filmé
- Au Musée national d'art romain de Mérida : Haendel, Passacaille extr. Suite no 7 - Mozart, Pastorale variée K. Anh. 209b - Beethoven, Bagatelle op. 33 no 1 - Chopin, Nocturne no 19 en mi mineur, Valse no 9 en sol bémol majeur, Polonaise no 14 posthume (RTVE 1987)